# Nova Krivaja
Nova Krivaja is een plaats in de gemeente Đulovac in de Kroatische provincie Bjelovar-Bilogora. De plaats telt 110 inwoners (2001).